# Tour de Catalogne 1943
Le Tour de Catalogne 1943 est la 23e édition du Tour de Catalogne, une course cycliste par étapes en Espagne. L’épreuve se déroule sur 11 étapes entre le 5 et le 12 septembre 1943, sur un total de 1 170 km. Le vainqueur final est l'Espagnol Julián Berrendero. Il devance ses compatriotes Vicente Miró et Antonio Destrieux.
Dans cette édition, des participants indépendants sont au départ. Les coureurs sont divisés entre les sections cyclistes de différents clubs sportifs, des équipes strictement cyclistes et d'autres qui sont parrainés par des marques.
Les 4e et 8e étapes sont divisées en deux secteurs. Lors des étapes disputées en contre-la-montre par équipes, les temps sont pris individuellement.
Le premier secteur de la 4e étape est remporté par Antonio Destrieux qui prend la tête du général. Mais le lendemain, il est pénalisé de 10 minutes et perd sa victoire d'étape obtenue la journée précédente.

## Étapes
| Étape | Date         | Parcours                                   | km    | Vainqueur d’étape            | Leader du classement général |
| ----- | ------------ | ------------------------------------------ | ----- | ---------------------------- | ---------------------------- |
| 1e    | 5 septembre  | Montjuïc - Montjuïc (clm/éq)               | 39,0  | Fernando Murcia (ESP)        | Fernando Murcia (ESP)        |
| 2e    | 5 septembre  | Barcelone - Vilafranca del Penedès         | 70,0  | Manuel Costa (ESP)           | Manuel Costa (ESP)           |
| 3e    | 6 septembre  | Vilafranca del Penedès - Tortosa           | 148,0 | Delio Rodríguez Barros (ESP) | Manuel Costa (ESP)           |
| 4a e  | 7 septembre  | Tortosa - Reus (clm)                       | 92,0  | Antonio Destrieux (ESP)      | Antonio Destrieux (ESP)      |
| 4a B  | 7 septembre  | Reus - Vimbodí                             | 64,0  | Fermín Trueba (ESP)          | Antonio Destrieux (ESP)      |
| 5e    | 8 septembre  | Vimbodí - Manresa                          | 169,0 | Fernando Murcia (ESP)        | Julián Berrendero (ESP)      |
| 6e    | 9 septembre  | Manresa - Vic                              | 123,0 | Delio Rodríguez Barros (ESP) | Julián Berrendero (ESP)      |
| 7e    | 10 septembre | Vic - Santa Coloma de Farners              | 125,0 | Julián Berrendero (ESP)      | Julián Berrendero (ESP)      |
| 8a e  | 11 septembre | Santa Coloma de Farners - Palamós (clm/éq) | 85,0  | Delio Rodríguez Barros (ESP) | Julián Berrendero (ESP)      |
| 8a B  | 11 septembre | Palamós - Mataró                           | 105,0 | Julián Berrendero (ESP)      | Julián Berrendero (ESP)      |
| 9e    | 12 septembre | Mataró - Barcelone                         | 150,0 | Delio Rodríguez Barros (ESP) | Julián Berrendero (ESP)      |

### Étape 1 Barcelone - Barcelone. 39,0 km (clm/éq)
|   | Cycliste          | Équipe       | Temps           |
| - | ----------------- | ------------ | --------------- |
| 1 | Fernando Murcia   | FC Barcelone | 1 h 00 min 19 s |
| 2 | Antonio Destrieux | FC Barcelone | m.t.            |
| 3 | Julián Berrendero | FC Barcelone | m.t.            |

|   | Cycliste          | Équipe       | Temps           |
| - | ----------------- | ------------ | --------------- |
| 1 | Fernando Murcia   | FC Barcelone | 1 h 00 min 19 s |
| 2 | Antonio Destrieux | FC Barcelone | m.t.            |
| 3 | Julián Berrendero | FC Barcelone | m.t.            |

### Étape 2. Barcelone - Vilafranca del Penedès. 70,0 km
|   | Cycliste       | Équipe                   | Temps           |
| - | -------------- | ------------------------ | --------------- |
| 1 | Manuel Costa   | FC Barcelone             | 2 h 18 min 08 s |
| 2 | Vicente Miró   | Pedal Notario - UE Sants | m.t.            |
| 3 | Enrique Blasco | RCD Espanyol             | m.t.            |

|   | Cycliste        | Équipe                   | Temps           |
| - | --------------- | ------------------------ | --------------- |
| 1 | Manuel Costa    | FC Barcelone             | 3 h 19 min 25 s |
| 2 | Vicente Miró    | Pedal Notario - UE Sants | m.t.            |
| 3 | Fernando Murcia | FC Barcelone             | + 53 s          |

### Étape 3. Vilafranca del Penedès - Tortosa. 190,0 km
|   | Cycliste        | Équipe       | Temps           |
| - | --------------- | ------------ | --------------- |
| 1 | Delio Rodríguez | FC Barcelone | 4 h 32 min 22 s |
| 2 | Fernando Murcia | FC Barcelone | m.t.            |
| 3 | Enrique Blasco  | RCD Espanyol | m.t.            |

|   | Cycliste        | Équipe                   | Temps           |
| - | --------------- | ------------------------ | --------------- |
| 1 | Manuel Costa    | FC Barcelone             | 7 h 51 min 55 s |
| 2 | Vicente Miró    | Pedal Notario - UE Sants | m.t.            |
| 3 | Fernando Murcia | FC Barcelone             | + 45 s          |

### Étape 4. (4A Tortosa-Reus 92 km) et (4B Reus-Vimbodí 64 km)
|   | Cycliste          | Équipe       | Temps           |
| - | ----------------- | ------------ | --------------- |
| 1 | Antonio Destrieux | FC Barcelone | 2 h 23 min 41 s |
| 2 | Julián Berrendero | FC Barcelone | + 5 min 15 s    |
| 3 | Joan Gimeno       | FC Barcelone | + 5 min 41 s    |

|   | Cycliste        | Équipe       | Temps           |
| - | --------------- | ------------ | --------------- |
| 1 | Fermín Trueba   | FC Barcelone | 2 h 01 min 29 s |
| 2 | Fernando Murcia | FC Barcelone | + 2 min 20 s    |
| 3 | Joan Gimeno     | FC Barcelone | + 2 min 24 s    |

|   | Cycliste          | Équipe       | Temps           |
| - | ----------------- | ------------ | --------------- |
| 1 | Antonio Destrieux | FC Barcelone | 4 h 27 min 36 s |
| 2 | Julián Berrendero | FC Barcelone | + 5 min 15 s    |
| 3 | Joan Gimeno       | FC Barcelone | + 5 min 39 s    |

|   | Cycliste          | Équipe                   | Temps            |
| - | ----------------- | ------------------------ | ---------------- |
| 1 | Antonio Destrieux | FC Barcelone             | 12 h 20 min 24 s |
| 2 | Julián Berrendero | FC Barcelone             | + 5 min 07 s     |
| 3 | Vicente Miró      | Pedal Notario - UE Sants | + 5 min 22 s     |

### Étape 5. Vimbodí - Manresa. 169,0 km
|   | Cycliste          | Équipe           | Temps           |
| - | ----------------- | ---------------- | --------------- |
| 1 | Fernando Murcia   | FC Barcelone     | 5 h 45 min 55 s |
| 2 | Antonio Martín    | Visnu - UE Sants | m.t.            |
| 3 | Julián Berrendero | FC Barcelone     | m.t.            |

|   | Cycliste          | Équipe                   | Temps            |
| - | ----------------- | ------------------------ | ---------------- |
| 1 | Julián Berrendero | FC Barcelone             | 18 h 20 min 26 s |
| 2 | Vicente Miró      | Pedal Notario - UE Sants | + 23 s           |
| 3 | Manuel Costa      | FC Barcelone             | + 1 min 45 s     |

### Étape 6. Manresa - Vic. 123,0 km
|   | Cycliste        | Équipe       | Temps           |
| - | --------------- | ------------ | --------------- |
| 1 | Delio Rodríguez | FC Barcelone | 4 h 33 min 29 s |
| 2 | Fernando Murcia | FC Barcelone | m.t.            |
| 3 | Joaquim Olmos   | FC Barcelone | m.t.            |

|   | Cycliste          | Équipe                   | Temps            |
| - | ----------------- | ------------------------ | ---------------- |
| 1 | Julián Berrendero | FC Barcelone             | 22 h 53 min 55 s |
| 2 | Vicente Miró      | Pedal Notario - UE Sants | + 23 s           |
| 3 | Manuel Costa      | FC Barcelone             | + 1 min 45 s     |

### Étape 7. Vic - Santa Coloma de Farners. 125,0 km
|   | Cycliste          | Équipe       | Temps           |
| - | ----------------- | ------------ | --------------- |
| 1 | Julián Berrendero | FC Barcelone | 4 h 06 min 38 s |
| 2 | Delio Rodríguez   | FC Barcelone | + 1 min 06 s    |
| 3 | Fermín Trueba     | FC Barcelone | m.t.            |

|   | Cycliste          | Équipe                   | Temps            |
| - | ----------------- | ------------------------ | ---------------- |
| 1 | Julián Berrendero | FC Barcelone             | 27 h 00 min 33 s |
| 2 | Vicente Miró      | Pedal Notario - UE Sants | + 2 min 01 s     |
| 3 | Antonio Destrieux | FC Barcelone             | + 6 min 33 s     |

### Étape 8. (8A Santa Coloma de Farners-Palamós 47km) et (8B Palamós-Mataró 105km)
|   | Cycliste          | Équipe       | Temps           |
| - | ----------------- | ------------ | --------------- |
| 1 | Delio Rodríguez   | FC Barcelone | 1 h 12 min 08 s |
| 2 | Julián Berrendero | FC Barcelone | m.t.            |
| 3 | Joaquim Olmos     | FC Barcelone | m.t.            |

|   | Cycliste          | Équipe       | Temps           |
| - | ----------------- | ------------ | --------------- |
| 1 | Julián Berrendero | FC Barcelone | 3 h 28 min 06 s |
| 2 | Joaquim Filba     | AC Montjuïc  | + 7 s           |
| 3 | Fernando Murcia   | FC Barcelone | + 13 s          |

|   | Cycliste          | Équipe       | Temps           |
| - | ----------------- | ------------ | --------------- |
| 1 | Julián Berrendero | FC Barcelone | 5 h 34 min 07 s |
| 2 | Fernando Murcia   | FC Barcelone | + 13 s          |
| 3 | Joan Gimeno       | FC Barcelone | + 37 s          |

|   | Cycliste          | Équipe                   | Temps            |
| - | ----------------- | ------------------------ | ---------------- |
| 1 | Julián Berrendero | FC Barcelone             | 32 h 34 min 40 s |
| 2 | Vicente Miró      | Pedal Notario - UE Sants | + 4 min 47 s     |
| 3 | Antonio Destrieux | FC Barcelone             | + 8 min 14 s     |

### Étape 9. Mataró - Barcelone. 150,0 km
|   | Cycliste        | Équipe       | Temps           |
| - | --------------- | ------------ | --------------- |
| 1 | Delio Rodríguez | FC Barcelone | 5 h 16 min 31 s |
| 2 | Fermín Trueba   | FC Barcelone | m.t.            |
| 3 | Joaquim Filba   | AC Montjuïc  | m.t.            |

|   | Cycliste          | Équipe                   | Temps            |
| - | ----------------- | ------------------------ | ---------------- |
| 1 | Julián Berrendero | FC Barcelone             | 37 h 51 min 11 s |
| 2 | Vicente Miró      | Pedal Notario - UE Sants | + 4 min 47 s     |
| 3 | Antonio Destrieux | FC Barcelone             | + 8 min 14 s     |

## Classement final
| Pos. | Cycliste                     | Équipe                   | Temps            |
| ---- | ---------------------------- | ------------------------ | ---------------- |
| 1    | Julián Berrendero (ESP)      | FC Barcelone             | 37 h 51 min 11 s |
| 2    | Vicente Miró (ESP)           | Pedal Notario - UE Sants | + 4 min 47 s     |
| 3    | Antonio Destrieux (ESP)      | FC Barcelone             | + 8 min 14 s     |
| 4    | Juan Gimeno (ESP)            | FC Barcelone             | + 8 min 46 s     |
| 5    | Fermín Trueba (ESP)          | FC Barcelone             | + 8 min 56 s     |
| 6    | Fernando Murcia (ESP)        | FC Barcelone             | + 9 min 34 s     |
| 7    | Manuel Costa (ESP)           | FC Barcelone             | + 11 min 27 s    |
| 8    | Antonio Andrés Sancho (ESP)  | Pedal Notario - UE Sants | + 12 min 10 s    |
| 9    | Delio Rodríguez Barros (ESP) | FC Barcelone             | + 12 min 45 s    |
| 10   | Antonio Martín (ESP)         | Visnu - UE Sants         | + 19 min 34 s    |

## Classements annexes
| Pos. | Cycliste          | Équipe       | Points |
| ---- | ----------------- | ------------ | ------ |
| 1    | Fermín Trueba     | FC Barcelone | 15     |
| 2    | Julián Berrendero | FC Barcelone | 9      |
| 3    | Pere Font         | AEC Manlleu  | 4      |

| Pos. | Équipe       | Temps             |
| ---- | ------------ | ----------------- |
| 1    | FC Barcelone | 113 h 50 min 36 s |
| 2    | UE Sants     | + 39 min 10 s     |
| 3    | AC Montjuïc  | + 2 h 34 min 56 s |